# Franco Battiato
Francesco Battiato dit Franco Battiato, né le 23 mars 1945 à Ionia, aujourd'hui Riposto, en Italie, et mort le 18 mai 2021 à Milo, est un auteur-compositeur-interprète et musicien italien.
Compositeur d'avant-garde, pionnier de la musique électronique en Italie, Franco Battiato devient un compositeur-interprète à succès au début des années 1980 puis revient à une musique plus expérimentale, tout en composant des opéras, en tournant des films et en peignant.

## Biographie
Franco Battiato naît en 1945 à Ionia (it), ancienne commune de la province de Catane qui réunissait Giarre et Riposto entre 1939 et 1945.
Son père, livreur d'alcool, émigre à New York. Franco grandit en Sicile auprès de sa mère, femme au foyer, et de sa tante, qui enseigne la couture aux jeunes filles. Il fréquente le lycée d'Acireale.
À 19 ans, fâché avec sa mère, Franco Battiato s’installe à Milan où il est repéré dans un cabaret par le chanteur à succès Giorgio Gaber. Il acquiert rapidement une notoriété nationale grâce à des chansons contestataires, puis européenne sur la scène rock progressive avec son album Fetus (1971), comme Brian Eno, Magma et en première partie des concerts de John Cale et Nico en 1975. L'acquisition en 1969, de l'un des premiers synthétiseurs, le EMS VCS3, le pousse vers la musique électronique et expérimentale (Fetus, Pollution…) avant de s’orienter vers une recherche plus anticonformiste qui se traduit par quelques albums publiés par Ricordi. C’est ainsi qu’il est récompensé en 1978 par le prix Karlheinz Stockhausen pour l’œuvre pour piano L’Egitto prima delle sabbie.
Propriedad prohibida, extrait de son 33-tours Clic (1974), sert durant trois décennies de générique à TG2 Dossier, magazine hebdomadaire du journal de la RAI Due.
Il s'intéresse aux philosophies orientales à partir de la lecture de l'indien Aurobindo. Il se rapproche du bouddhisme et de la pensée zen, pratique la méditation, devient végétarien après la lecture de Plutarque, et ne boit ni alcool ni café.
Après cette période, vers 1979, il s'oriente vers la musique pop dans laquelle il intègre cependant des touches avant-gardistes, orientalistes, classiques. Ses nouveaux disques s’adressent à un public plus vaste et certains de ses albums, comme L’era del cinghiale bianco, Patriots, La voce del padrone et L’arca di Noè obtiennent un succès et se vendent à des millions d’exemplaires en Italie, en Europe et dans le monde. En 1982, il obtient un succès populaire en France grâce au titre Centro di gravità permanente sorti chez EMI. Ce titre lui vaut également une grande célébrité en Espagne.
En 1984, il coécrit et interprète avec la chanteuse Alice I treni di Tozeur qui représente l'Italie au Concours Eurovision de la chanson. Le titre, cinquième au concours, est un immense succès en Italie.
Parallèlement, Battiato écrit et publie des livres sur l’ésotérisme et crée une petite maison d’édition, L’Ottava.
En 1987, son premier opéra lyrique Genesi, créé au Teatro Regio de Parme, marque le début d’une carrière parallèle de compositeur engagé.
En 1992, il crée Gilgamesh, son deuxième opéra lyrique qui est joué au Teatro dell’Opera de Rome.
Au cours des années 1980 et 1990, il enregistre plusieurs albums avec la maison de disques Emi, comme Fisiognomica, Giubbe rosse, Caffè de la Paix et Come un cammello in una grondaia sur lequel il réinterprète notamment 4 lieder romantiques de Beethoven, Brahms, Wagner et Berlioz. En 1989, il se produit au Vatican, devant le pape Jean-Paul II. En 1992, il donne un concert au Théâtre national de Bagdad avec l'Orchestre symphonique national irakien alors que le pays est sous embargo américain. En 1994, Battiato entame une étroite collaboration avec le philosophe Manlio Sgalambro, qui écrit le livret de son 3e opéra, Il cavaliere dell’Intelletto qui sera créé dans la Cathédrale de Palerme. Ils conçoivent également ensemble un premier album de chansons, L’ombrello e la macchina da cucire.
L’Imboscata, qui sort en 1996 et inclut la chanson La cura, est un de ses plus grands succès et marque le début d’une « nouvelle ère » de collaboration avec la maison de disques Polygram (aujourd’hui Universal Music). Gommalacca (1998) qui inclut le single Shock in my town remporte un vif succès. Cet album, prolongement du parcours musical entamé avec L’imboscata, s’enrichit ultérieurement de nouvelles sonorités dans l’univers de Battiato. Dans Fleurs (1999), Franco Battiato reprend pour la 1re fois en tant qu’interprète 10 chansons (K Richards, J Brel, C Trénet…) auxquelles s’ajoutent deux de ses compositions inédites. C’est avec cet album qu’il obtient le prix Tenco du meilleur interprète en 2000.
En 2001, Battiato sort Ferro Battuto, son premier disque pop sous le label Columbia/Sony Music. Cet album, écrit en collaboration avec Manlio Sgalambro, se distingue de ses productions habituelles par la participation d’artistes comme Jim Kerr du groupe Simple Minds (duo sur Running against the grain), Natacha Atlas ou encore le London String Orchestra. Toujours en 2001, il sort le single 80's Stars en duo avec Eiffel 65. En 2002, il enregistre un nouveau disque de reprise (Salvatore Adamo, Léo Ferré, Strauss…), Fleurs3, qui se classe rapidement en tête des ventes et fait partie des 20 albums les plus vendus en Italie cette année-là.
Parallèlement, Battiato écrit avec Manlio Sgalambro le scénario de Perduto amor, son premier long-métrage qui remporte en 2004 le Nastro d'argento du meilleur nouveau réalisateur italien. C’est le début d’une carrière cinématographique qui le conduit à présenter Musikanten, son 2e film, à la Mostra de Venise en 2005 et Niente é come sembra, et son 3e film au festival du cinéma de Rome en 2007. En 2004, il crée et anime l’émission Bitte Keine Reklame sur la chaîne Rai Futura dans laquelle il propose de rencontrer des personnes « extraordinaires ».
C’est aussi en 2004 que Dieci Stratagemmi sort dans les bacs, album classé immédiatement en tête des ventes et qu’il donne un concert avec le London Royal Philharmonic à l’Opéra de Rome. En 2007, son album, Il Vuoto, sort chez Universal et est suivi d’une tournée dans toute l’Italie.
En 2013, il sort un album enregistré aux arènes de Vérone avec Antony and the Johnsons. Avec Joe's Patti Experimental Group coréalisé avec son ingénieur de son Pino «Pinaxa» Pischetola, il revient en 2015 à la musique électronique de ses débuts.
Réinstallé en Sicile à la fin des années 1980, dans une villa à Milo où il a pour voisin Lucio Dalla, il est brièvement assesseur régional au tourisme et au spectacle auprès du président Rosario Crocetta en 2012. Il parle italien, anglais, français, espagnol, arabe et allemand.
On prête à ce compositeur prolifique et éclectique, les influences d'Elvis Presley, Monteverdi et de la musique soufie ottomane, de Stockhausen ou Pierre Boulez, de Steve Reich et Terry Riley, de Bob Dylan et Haendel, de la variété et la chanson française, Brahms et Lautréamont, D'Annunzio et Huxley. Il s'inspire des mystiques chrétiens (Thérèse d'Avila, Jean de la Croix, François d'Assise), indiens (Ramana Maharshi, Aurobindo Ghose), soufis ou tibétains (Tulku Urgyen Rinpoché), et aime mélanger les styles dans la même chanson, comme dans Up Patriots, to Arms ! qui débute par des phrases en arabe suivies par l’ouverture de Tannhäuser de Wagner, avant d'entonner un refrain mêlant anglais, français et italien, ou dans Cuccurucucu dont le refrain reprend Il mondo è grigio, il mondo è blu reprise par Nicola Di Bari d'une chanson française d’Éric Charden, et se conclut par des extraits de tubes rock chantés par un chœur russe. Il travaille avec Juri Camisasca, le philosophe et parolier Manlio Sgalambro, les orchestrateurs Giusto Pio, Francesco Messina ou Roberto Cacciapaglia, le militant LGBT Alfredo Cohen, les chanteuses Giuni Russo, Alice, Milva, Catherine Spaak, les pianistes Roberto Cacciapaglia et Antonio Ballista, le guitariste de Lucio Battisti, Alberto Radius, et celui de The Verve et Gorillaz Simon Tong. Il multiplie les pseudonymes : Ed de Joy, Franc Jonia, Astra, Martin Kleist, Albert Kui, Kilim, Springfield, Colonnello Musch, Süphan Barzani…

## Discographie

### Albums studio
- 1971 : Fetus
- 1972 : Pollution
- 1973 : Sulle corde di Aries
- 1974 : Clic
- 1975 : M.elle le Gladiator
- 1977 : Battiato
- 1978 : Juke Box
- 1978 : L'Egitto prima delle sabbie
- 1979 : L'era del cinghiale bianco
- 1980 : Patriots
- 1981 : La voce del padrone
- 1982 : L'arca di Noè
- 1983 : Orizzonti perduti
- 1985 : Mondi lontanissimi
- 1988 : Fisiognomica
- 1991 : Come un cammello in una grondaia
- 1993 : Caffè de la Paix
- 1994 : L'ombrello e la macchina da cucire
- 1996 : L'imboscata
- 1998 : Gommalacca
- 1999 : Fleurs
- 2001 : Ferro battuto
- 2002 : Fleurs 2
- 2004 : Dieci stratagemmi
- 2007 : Il vuoto
- 2008 : Fleurs 3
- 2009 : Inneres Auge
- 2012 : Apriti Sesamo

### Albums enregistrés en public
- 1989 : Giubbe rosse
- 1994 : Unprotected
- 1996 : Battiato Live Collection
- 2003 : Last Summer Dance

## Filmographie

### Réalisateur
- 2003 : Sous le ciel de Sicile (Perduto amor)
- 2005 : Musikanten
- 2007 : Niente è come sembra (it)